# أوتو دالكفيست
أوتو دالكفيست (بالسويدية: Isak Dahlqvist)‏ هو لاعب كرة قدم سويدي، ولد في 25 سبتمبر 2001 في Öckerö ‏ في السويد.

## وصلات خارجية
- أوتو دالكفيست على موقع اتحاد السويد (السويدية)
- أوتو دالكفيست على موقع قاعدة بيانات كرة القدم.إي يو (الإنجليزية)